# Derek Ogg
Derek Andrew Ogg QC (1954 - 1 de maio de 2020) foi um advogado escocês que fez campanha por perdões automáticos para homens gays e bissexuais condenados por crimes sexuais que não são mais ilegais na Escócia. Em 1974, juntamente com Ian Dunn, eles organizaram o Congresso Internacional dos Direitos dos Gays em Edimburgo, que mais tarde resultou no estabelecimento da Associação Internacional de Gays e Lésbicas. Ele liderou a acusação no julgamento de Malcolm Webster.